# Delphinium edelbergii
Delphinium edelbergii là một loài thực vật có hoa trong họ Mao lương. Loài này được Rech.f. & Riedl mô tả khoa học đầu tiên năm 1973.